# Чхве Рён Хэ
Чхве́ Рён Хэ (кор. 최룡해, в российской прессе также Цой Рен Хэ, род. 15 января 1950, уезд Синчхон, провинция Хванхэ-Намдо) — государственный и военный деятель КНДР. Председатель Президиума Верховного Народного Собрания КНДР с 11 апреля 2019 года, вице-маршал Корейской Народной армии.

## Биография
Родился в семье Чхве Хёна, с конца 1930-х годов близкого соратника Ким Ир Сена, воевавшего вместе с ним в составе 88-й бригады Рабоче-Крестьянской Красной Армии Дальневосточного фронта, и служившего в 1968—1976 годах министром обороны и заместителем председателя Государственного комитета обороны КНДР.
Чхве Рён Хэ получил образование в престижном Мангёндэском революционном училище, затем учился в Университете им. Ким Ир Сена. После его окончания работал в университете инструктором партии.
В 1980 году переходит на работу в Союз социалистической трудовой молодёжи Кореи (ССТМК) — молодёжную организацию правящей Трудовой партии Кореи — как руководитель культурных программ по обмену опытом. С 1981 года он занимает должность заместителя руководителя ССТМК. Будучи на этом посту, Чхве Рён Хэ посещает с визитами СССР, КНР, Японию, Ливию и Грецию. В 1986 году он занимает должность первого секретаря ЦК Союза молодёжи и, соответственно, становится членом ЦК ТПК. Работа руководителем главной молодёжной организации страны становится заметной вехой его биографии.
Кроме того, в начале 1990-х годов Чхве Рён Хэ возглавляет ряд спортивных организаций страны: в 1990 — футбольной федерации КНДР, а с 1991 — федерации тхэквондо. В 1998 году он покидает эти должности, как и руководство молодёжной организацией.
Чхве Рён Хэ был избран депутатом Верховного Народного Собрания КНДР и членом его Президиума, работал руководителем отдела по общим вопросам при ЦК партии. В 2006—2010 годах он занимал должность первого секретаря комитета ТПК в провинции Хванхэ-Пукто, получив опыт руководства стратегически важной провинцией, простирающейся от столицы КНДР на севере до демилитаризованной зоны, отделяющей КНДР от Республики Корея, на юге. В состав провинции входит город Кэсон — древняя столица Кореи в эпоху династии Корё, а с 2010 году к ней присоединены ещё три уезда, ранее относившихся к Пхеньяну, что укрепило авторитет Чхве Рён Хэ.
Чхве Рён Хэ был включён в состав делегации КНДР, сопровождавшей государственный визит Ким Чен Ира в КНР.
Перед III конференцией ТПК, прошедшей 28 сентября 2010 года, произведён в генералы армии, а на самой конференции избран членом Центральной военной комиссии ТПК, членом Секретариата и кандидатом в члены Политбюро ЦК ТПК. На пятом заседании Верховного Народного Собрания КНДР 12 созыва (2009—2014) избирается членом Государственного комитета обороны.
В период возвышения Ким Чен Ына на высшие посты в КНДР Чхве Рён Хэ становится вице-маршалом КНА и вскоре, на IV конференции ТПК 11 апреля 2012 года, избирается зампредседателя Центрального военного совета, вводится в состав Политбюро ЦК ТПК. Также Чхве Рён Хэ возглавляет Главное Политическое управление Корейской Народной Армии.
22 мая 2013 года Чхве Рён Хэ совершает поездку в КНР, где встречается с высокопоставленными представителями китайского руководства в целях урегулирования корейского кризиса. После ареста Чан Сон Тхэка 12 декабря 2013 года некоторые СМИ называют Чхве Рён Хэ вторым человеком в северокорейской политике после Ким Чен Ына и внимательно следят за его продвижением по карьерной лестнице, отмечая, что политик пропустил несколько крупных публичных мероприятий и покинул пост руководителя ГПУ КНА.
В 2016 году Чхве Рён Хэ стал заместителем председателя Госсовета КНДР.
На первой сессии Верховного народного собрания КНДР 14 созыва 11 апреля 2019 года избран Председателем Президиума Верховного Народного Собрания КНДР. Также назначен первым заместителем Председателя Государственного совета КНДР Маршала Ким Чен Ына.
В 1993 году Чхве Рён Хэ удостоен звания Героя КНДР.
Южнокорейские СМИ утверждали, что второй сын Чхве Рён Хэ — Чхве Сон — с 2014 года женат на младшей сестре Маршала Ким Чен Ына — Ким Ё Чжон.